# Clinodiplosis corticis
Clinodiplosis corticis är en tvåvingeart som först beskrevs av Ephraim Porter Felt 1915.  Clinodiplosis corticis ingår i släktet Clinodiplosis och familjen gallmyggor. Inga underarter finns listade i Catalogue of Life.